# 1987年欧州議会議員選挙 (ポルトガル)
1987年欧州議会議員選挙（1987ねんおうしゅうぎかいぎいんせんきょ）は、1986年1月1日に欧州共同体（EC）に加盟したポルトガルとスペイン地域における欧州議会議員を選出するため、共和国議会選挙と同じ7月19日に行われた欧州議会議員選挙である。本稿ではポルトガル共和国における選挙結果について取り上げる。

## 概要
12政党が名簿を提出して24の議席を争った。
- 欧州議会議員定数（ポルトガル）：24名
- 選挙制度：比例代表
  - 選挙区：全国1区
  - 投票：政党リストのいずれか一つに投票
  - 議席配分：全国での得票数に応じてドント方式で配分（議席阻止条項は無し）

## 選挙結果
- 投票日：1987年7月19日
- 有権者：7,787,603名

| 党派                                                 | 得票数    | 得票率 | 議席 |
| ---------------------------------------------------- | --------- | ------ | ---- |
| 社会民主党 PPD/PSD                                   | 2,111,828 | 37.45  | 10   |
| 社会党 PS                                            | 1,267,672 | 22.48  | 6    |
| 民主社会中道党 CDS                                   | 868,718   | 15.40  | 4    |
| 統一民主同盟 CDU - ポルトガル共産党 PCP - 緑の党 PEV | 648,700   | 11.50  | 3    |
| 民主刷新党 PRD                                       | 250,158   | 4.44   | 1    |
| その他の政党                                         | 369,334   | 6.21   | 0    |
| 白票                                                 | 68,475    | 1.21   | －   |
| 無効票                                               | 74,240    | 1.32   | －   |
| 合計                                                 | 5,639,650 |        | 24   |

- 投票率：72,42%
- 出典
  - CNE Resultados Eleitorais Parlamento Europeu - 19/07/1987
  - Informação Detalhada - Resultados Nacionais 19/07/1987

名簿を提出した12政党の内、5政党が議席を得た。同時に行われた共和国議会選挙と同様に中道右派のPSDが第1党となった。